# La Boissière-en-Gâtine
La Boissière-en-Gâtine é uma comuna francesa na região administrativa da Nova Aquitânia, no departamento de Deux-Sèvres. Estende-se por uma área de 10,98 km². Em 2010 a comuna tinha 243 habitantes (densidade: 22,1 hab./km²).